# Drosera burmanni
Espèce
Classification phylogénétique
Statut de conservation UICN

 LC  : Préoccupation mineure
La Drosera burmannii est une plante carnivore du genre Drosera

## Origine
Elle est originaire de l’Australie, Inde, Chine, Japon, Sud-est de l'Asie. Elle pousse dans un climat tropical dans des sols très variables : sable, tourbe, grès, terre…Il existe également quelques formes de cette espèce.

## Description
C'est une plante annuelle, terrestre, de 2 à 4 cm de diamètre. Ces végétaux se multiplient abondamment, mais leur acclimatation est délicate. Près de 8 ans d’essais peuvent être nécessaires pour arriver à obtenir un cycle complet.
Feuilles : Obovales, spatulées, dotées de poils glanduleux marginaux. Ils sont dotés de mouvements rapides, bien visibles à l’œil, pour la capture des proies.
Fleurs : Nombreuses fleurs blanches petites de 8 mm de diamètre. Les graines se ressèment facilement.

## Culture
Annuelle, la plante ne vit que quelques mois, et meurt généralement en hiver, après la floraison.
Substrat : 70 % de tourbe blonde, 10 % de sable, 10 % de perlite, 10 % de vermiculite.
Température : de 10 à 15 °C l’hiver et de 18 à 35 °C l’été.
Hygrométrie : de 70 à 80 % pour une pousse optimale.
Arrosage : maintenir le sol humide toute l’année au moyen de la présence d’une soucoupe sous le pot, réduire et enlever en hiver.
Exposition : forte luminosité. (soleil direct)
Multiplication : semis en mars-Avril direct sur le substrat.
Parasite(s) et maladie(s) : pucerons et champignons Botrytis qui détruisent rapidement la plante.